# Francesco Carradori

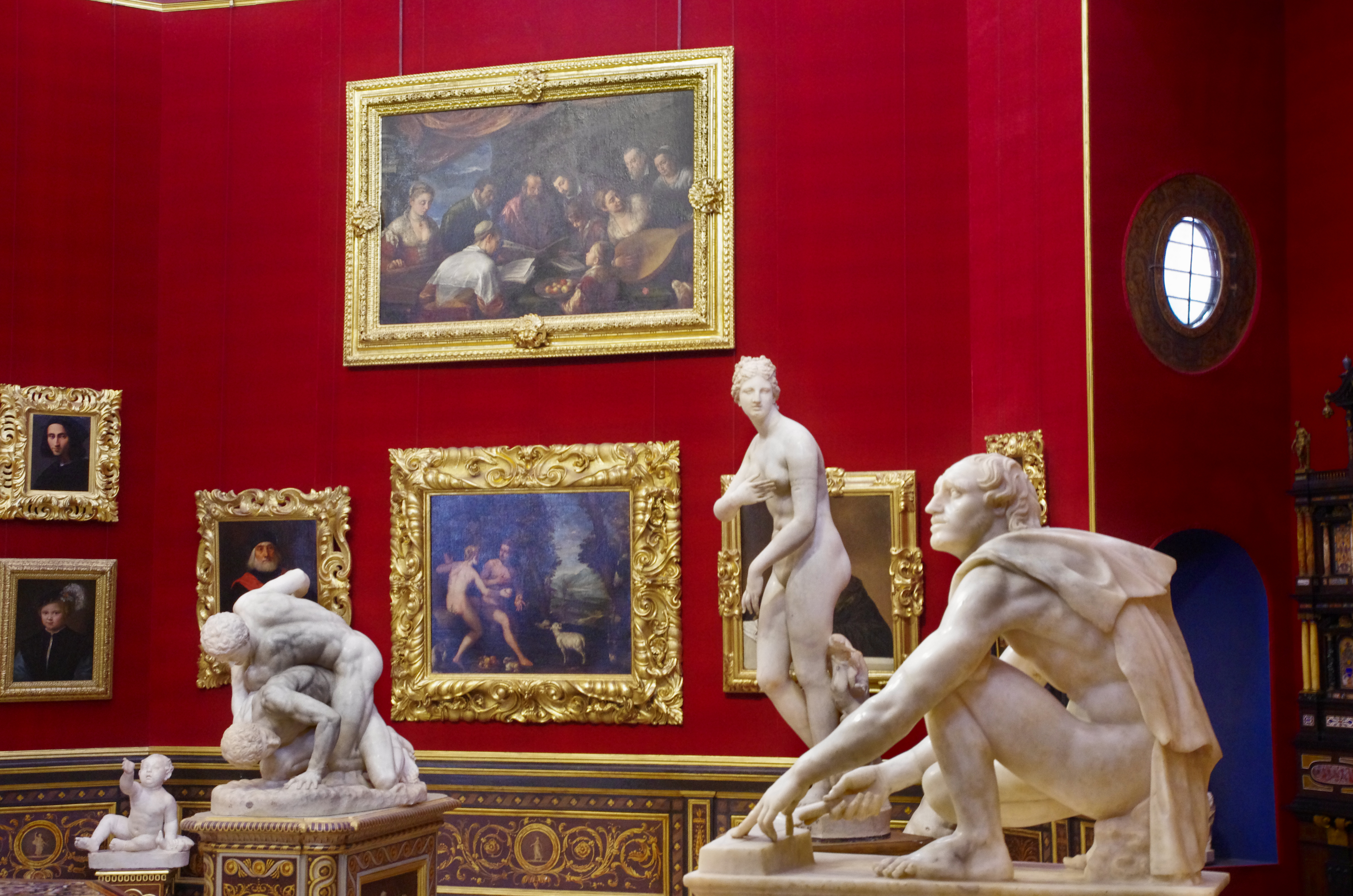
Tribuna, Lottatori, Apollino, Arrotino, Venere de' Medici-opera greca di Cleomene di Apollodoro. Galleria degli Uffizi (Firenze)

Francesco Carradori (Pistoia, 1747 – Pistoia, 22 dicembre 1824) è stato uno scultore e restauratore italiano.

## Biografia
Figlio di Giuseppe, fin da giovane scolpiva in creta e era sotto la protezione della famiglia Ippoliti. Scolpirà poi il monumento funebre del vescovo Giuseppe Ippoliti, nella chiesa della Madonna dell'Umiltà, a Pistoia.
A Firenze, dal 1770 fu allievo di Innocenzo Spinazzi e a Roma studiò alla scuola di Agostino Penna. Nella palazzina di Villa Borghese eseguì a stucco, nel solco della decorazione di gusto classico, elementi decorativi e pilastri nel salone d'ingresso e, nella galleria della Galatea, alcuni cammei dei pilastri e i due grandi rilievi con Eolo in atto di sprigionare i venti per dissipare le navi troiane e Nettuno e Tetide. I rilievi mostrano già il suo stile, di inclinazione classicista, ma ancora memore della tradizione barocca e di Bernini.

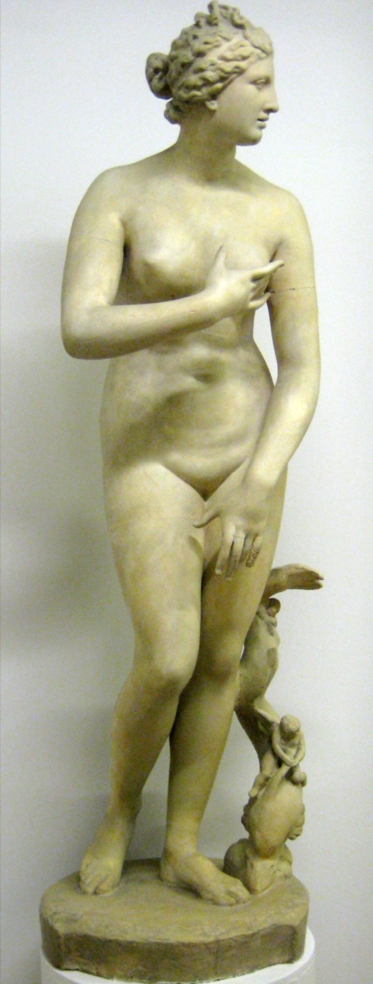
Venus medici

### Al servizio del Granduca di Toscana
Nel 1779 arrivò a Roma, da Firenze, un frammento del vaso Medici (ora conservato agli Uffizi), che doveva essere restaurato. Lo scultore iniziò a Roma il restauro e lo rifinì a Firenze, dove è documentato nel dicembre del 1780. A Firenze restaurò statue antiche, provenienti da Roma ed eseguì quattro stucchi ovali nella Sala di Niobe, agli Uffizi, terminati nel 1782.
A Roma, nel 1784, restaurò un sarcofago di Villa Medici, che fu poi portato a Firenze e che oggi è agli Uffizi. Gli fu anche affidato il restauro di sculture della Galleria degli Uffizi: i gruppi  Amore e Psiche e Lottatori, la scultura Arrotino e il busto di Alessandro Magno. Nel 1785 scolpì le braccia per la Venere de' Medici, esempio di restauro integrativo molto comune all'epoca.

### Tra Roma e Firenze
Nel 1786 tornò a Roma ed eseguì il ritratto del musicista Antonio Sacchini (morto il 7 ottobre 1786),  per la tomba, nella cappella di S. Giuseppe al Pantheon (oggi il ritratto è alla Protomoteca Capitolina). Il granduca Leopoldo II d'Asburgo-Lorena lo richiamò a Firenze e gli diede l'incarico di acquistare gessi per l'Accademia di Firenze. Qui, Carradori scolpì il busto del granduca Leopoldo. Realizzò anche la statua allegorica la Virtù, per la cappella della SS. Annunziata, nella Villa Medicea di Poggio Imperiale. 
Alla morte dello Spinazzi fu nominato, nel 1798, maestro di scultura nell'Accademia di Firenze. Scrisse, a uso degli allievi, Istruzione elementare per gli studiosi della scultura (Firenze, 1802), con frontespizio e sedici tavole eseguite su suo disegno. Si tratta del primo manuale del genere. Spiega, con dovizia di particolari, i segreti della scultura in "terra", in "cera", dei "modelli in gesso", "delle diverse maniere di lavorare in stucco", della "scultura in pietra e marmo", "del modo di restaurare le sculture antiche", "dei lavori in bronzo" e "della forma e parti componenti uno studio di scultura". 
Malfermo di salute, il 20 settembre 1807 fece testamento, a Pistoia. Scolpì ancora il monumento funebre di Giuseppe Bencivenni Pelli, morto il 31 luglio 1808. Il monumento Pelli costituisce un collegamento diretto tra l'espressiva ritrattistica del Settecento e il naturalismo ottocentesco, senza passare attraverso l'idealizzazione neoclassica.